# Szeszilia Takaisvili
Szeszilia Dimitris Asuli Takaisvili Cecilia Takaishvili grúzul: სესილია თაყაიშვილი (Batumi, 1906. szeptember 17., – Tbiliszi, 1984. május 21.) grúz színésznő. Grúzia népművésze (1950), A Szovjetunió népművésze (1966).

## Életrajza
1926- ban végzett a tbiliszi Akaki Paghava Színjátszó Stúdióban, és még ugyanebben az évben a Rusztaveli Színházban indult pályája. 1930 és 1966 között a Mardzsanisvili Színház színésze volt.
Takaishvili a grúz színház realista színészi művészetének briliáns képviselője. Munkásságát őszinteség, lélektani mélység, magas szakmai kultúra, kifinomult humor, kiváló színészi technika jellemzi. Különös sikereket ért el karakterszerepek eljátszásában. Körülbelül 120 szerepet játszott a grúz színpadon. 
Szeszilia Takaisvili nagyban hozzájárult a grúz pop art fejlődéséhez.
1945 óta szerepelt filmekben.
A Munka Vörös Zászló Érdemrenddel és más díjakkal is kitüntették.
Tbilisziben a  Szaburtalo panteonban nyugszik.

## Filmográfia
- 1945: "A zavaró szomszédok" (Manana – Gramiton felesége) rendező: Sota Managadze
- 1948: "Keto és Kote" (Hercegnő) Rendezők: Vahtang Tabliasvili, Salva Gedevanisvili
- 1954: "Lejöttek a hegyről" rendező: Nikoloz Szanisvili
- 1956: "Árnyék az úton" rendező: David Rondeli
- 1956: „A mi udvarunk” (Vaszasz) rendező: Revaz (Rezo) Cseidze
- 1956: "Abezara" (Szeszilia) rendező. Nikoloz Szanisvili
- 1958: „Fiatalember Sabudarából” (Elpiteh) rendező: Sota Managadze
- 1958: "Manana" (Nagymama) Rendezők: Zakaria Gudavadze, Salva Martasvili
- 1958: "Idegen gyermekek" (Elizabet) rendező: Tengiz Abuladze
- 1960: "Háztól házig" (Efrosine) Rendezők: Otar Abesadze, Merab Kokocsasvili
- 1962: Én, nagymama, Iliko és Ilarion (Olga) rendező: Tengiz Abuladze
- 1962: „Nevető babák” (Nuca) rendező: Nikoloz Szanisvili
- 1965: „A díj” (regény a „Múlt lapjai” című filmes almanachban) (Anya) rendező: Giorgi Sengelaja
- 1965: "Pierre, a rendőrtiszt" (Lisa) rendező: David Rondeli
- 1965: "Látom a napot" (Akvirine) rendező: Lana Gogoberidze
- 1965: "Sajnálom, a halál vár rád" (Szasiko Kandelaki) rendező. Karaman (Guguli) Mgeladze
- 1967: "Hamarosan eljön a tavasz" (Mariam) rendező: Otar Abesadze
- 1967: „A város korán ébred” (Mariam) rendező: Siko Dolidze
- 1968: "Ne búsulj!" (Domna néni) rendező Giorgi Danyelija
- 1968: "Az átváltozás" (Az öregasszony) rendező. Lana Gogoberidze
- 1969: "Egy filatelista halála" (Anya) r. Giorgi Kalatozisvili
- 1969: "A nagy jobb keze" (Bordohan) Rendezők Vahtang Tabliasvili, Devi Abashidze
- 1970: "A lenyugvó nap" (Natalia) rendező: Temur Palavandisvili
- 1970: "Városom csillaga" (Veriko) rendező: Otar Abesadze
- 1972: "Amikor a mandulavirágok virágoztak" (Varo nagymama) rendező: Lana Gogoberidze
- 1972: "Facsemeték" (Cicino) rendező: Revaz (Rezo) Cseidze
- 1973: „Régi házvezetők” (Nuca) rendező: Valerian Kvacsadze
- 1973: "Én és a szomszédaim" rendező: Revaz Csarhalasvili
- 1973: "Az őszi nap" (Tamar) rendező. Temur Palavandisvili
- 1975: "Ne hidd, hogy elmentem" rendező: Karaman (Guguli) Mgeladze
- 1975: "Madártej" (Nagymama) rendező: Nikoloz Szanisvili
- 1976: "Anara városa" (Minadora) rendező: Irakli Kvirikadze
- 1976: "A kívánság fája" (Maradia, nagymama) rendező: Tengiz Abuladze
- 1977: "Aesculapius tanítványa" rendező: Otar Abesadze
- 1978: "Data Tutashia" (Asinet) Rendezők Grigol (Giga) Lortkipanidze, Guram (Gizo) Gabeskiria
- 1978: "Kvarkvare" rendező: Devi Abasidze
- 1979: "A tizenharmadik disznó" (Martha) rendező: Revaz Csarhalasvili
- 1979: "Házasság Imeruliban" (Tebrole) Rendezők: Neli Nenova, Geno Culaja
- 1979: "A hívás" (Nagymama - Julia) rendező: Karaman (Guguli) Mgeladze
- 1984: „A Kék-hegyek, avagy egy hihetetlen történet” (A könyvelő) rendező: Eldar Sengelaja

### Szinkron szerepei
- 1957 : "A Chikvta esküvője" (animációs film) rendező. Arkagyij Hintibidze
- 1959 : "Enmity" (animációs film) rendező. Arkagyij Hintibidze

## Színházi szerepeiből

### Mardzsanisvili Színház
- Salva Dadiani: Ninoshvili's Guria – Kristine
- Polikarpe Kakabadze: A. Kolmeurni házassága – Gvirisztine
- Dumbadze és Lortkipanidze: Nagymama, Iliko és Ilarion – Olga
- Pierre Beaumarchais: Figaro házassága – Suzanne
- William Shakespeare: A makrancos hölgy – Katalin
- Friedrich Schiller: Stuart Mária – Erzsébet királynő

## Érdekesség
- Egyes állítások szerint szerint a Pink Floyd Money című videoklipjében egy idős nőről készült fotó a színésznőt ábrázolja. [6]

## Fordítás
Ez a szócikk részben vagy egészben  a(z)   სესილია თაყაიშვილი című grúz Wikipédia-szócikk fordításán alapul.  Az eredeti cikk szerkesztőit annak laptörténete sorolja fel. Ez a jelzés csupán a megfogalmazás eredetét és a szerzői jogokat jelzi, nem szolgál a cikkben szereplő információk forrásmegjelöléseként.